# 大瑞米亚克
大瑞米亚克（法語：Jumilhac-le-Grand，法語發音：[ʒymijak lə ɡʁɑ̃]）是法国多尔多涅省的一个市镇，位于该省东北部，和上维埃纳省接壤，属于农特龙区。

## 地理
大瑞米亚克（45°29'39"N, 1°3'50"E）面积66.67 平方千米，位于法国新阿基坦大区多爾多涅省，该省份为法国西南部内陆省份，是法國本土面积第三大的省，大致对应佩里戈尔地区，北起顺时针与夏朗德省、上维埃纳省、科雷兹省、洛特省、洛特-加龙省、吉倫特省和滨海夏朗德省接壤。
与大瑞米亚克接壤的市镇（或旧市镇、城区）包括：比西耶尔加朗、勒沙拉尔、拉迪尼亚克勒隆、圣伊里耶拉佩尔什、萨尔朗德、萨拉扎克、圣保罗拉罗什、圣普列斯特-莱富热尔。
大瑞米亚克的时区为UTC+01:00、UTC+02:00（夏令时）。

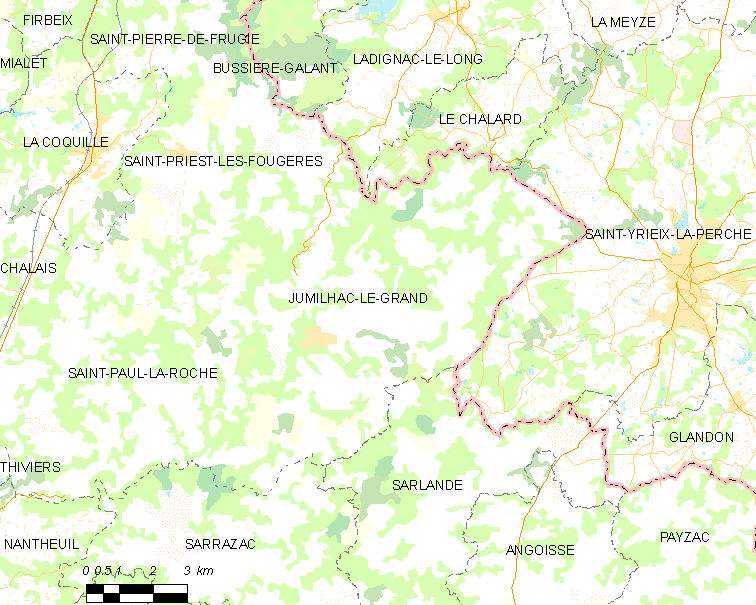
大瑞米亚克的OSM定位图

## 行政
大瑞米亚克的邮政编码为24630，INSEE市镇编码为24218。

## 政治
大瑞米亚克所属的省级选区为蒂维耶县。

## 交通
多尔多涅省省道D78线、D79线和D80线在境内交汇。

## 人口

1962-2008年间大瑞米亚克人口变化图示

大瑞米亚克于2022年1月1日时的人口数量为1140人。